# Fritz Fischer (historyk)
Fritz Fischer (ur. 5 marca 1908 w Ludwigsstadt, zm. 1 grudnia 1999 w Hamburgu) – niemiecki historyk.
Urodził się w rodzinie inspektora kolejowego. Studiował teologię ewangelicką w Erlangen i Berlinie, a także filozofię i pedagogikę. Do jego nauczycieli należeli Erich Seeberg – ewangelicki teolog, sympatyzujący z ruchem hitlerowskim; Hans Lietzmann – przeciwnik hitleryzmu, członek Kościoła Wyznającego (tzw. „Bekennende Kirche”); a także filozof Eduard Spranger.
W 1934 r. Fischer uzyskał tytuł doktora teologii, na podstawie pracy o Ludwiku Nicoloviusie. Skierował jednak swoje zainteresowania w kierunku historii. Badania historyczne kształtował pod wpływem takich historyków jak: Fritz Hartung, Hermann Oncken, Arnold Oskar Meyer. Pracę doktorską napisał o Theobaldzie von Bethmannie Hollwegu.
We wczesnych latach 20. zaangażował się w radykalny ruch prawicowy. Był członkiem Freikorps, w 1933 r. wstąpił do SA, w 1939 r. do NSDAP. Otrzymał stypendium hitlerowskiego historyka Waltera Franka. W 1939 r. został powołany do wojska.
Wojna przerwała karierę naukową Fischera. W 1946/1947 wrócił z obozu jenieckiego. Wówczas objął posadę na uniwersytecie w Hamburgu, przyznaną mu jeszcze w 1942. W latach 60. opublikował dwie ważne prace:
- Griff nach der Weltmacht. Die Kriegszielpolitik des kaiserlichen Deutschland 1914/1918 (pol. Sięganie po władzę nad światem. Cele wojennej polityki cesarskich Niemiec 1914 – 1918).
- Krieg der Illusionen. Die deutsche Politik von 1911 bis 1914 (pol. Wojna iluzji. Niemiecka polityka w latach 1911–1914).

Pozycje wywołały szeroką dyskusję w kręgach historyków niemieckich. Fischer reprezentował pogląd, że I wojna światowa została wywołana przez II Rzeszę, realizującą swoje imperialistyczne dążenia panowania nad światem. Spotkało się to ze sprzeciwem innych historyków, takich jak: Gerhard Ritter, Egmont Zechlin, Karl Dietrich Erdmann.